# Rolnicki Buttresses
Die Rolnicki Buttresses (polnisch Urwiska Rolnickiego) sind eine Gruppe steil aufragender Felsenkliffs aus Lavagestein, Agglomeraten und Tuff des Melville Peak auf King George Island im Archipel der Südlichen Shetlandinseln. Sie ragen am Ufer der Sherratt Bay auf.
Polnische Wissenschaftler benannten sie 19841 nach dem polnischen Ingenieur Krzysztof Rolnicki, Teilnehmer an zwei polnischen Antarktisexpeditionen (1978–1979 und 1980–1981).